# 奧斯科 (伊利諾伊州)
奧斯科（英語：Osco）是位於美國伊利諾伊州亨利縣的一個非建制地區。該地的面積和人口皆未知。

## 地理
奧斯科的座標為41°20′52″N 90°16′49″W / 41.34778°N 90.28028°W，而該地的平均海拔高度為235米（即771英尺）。